# كم (عربية)
«كم» اسم في اللغة العربية وينقسم إلى نوعين.

## كم الخبرية
اسمٌ غامض مبهم، مبنيٌّ على السكون، يُكنى به عن التكثير.

## كم الاستفهامية
اسمٌ غامض مبهم، مبنيٌّ على السكون، يُستفهم به عن العدد.